# Vivir del cuento (serie de televisión)
Vivir del cuento es una serie de televisión humorística cubana que se consideró la serie más popular de la Televisión Cubana. Fue emitida por primera vez el 14 de septiembre de 2008 y terminó el 16 de septiembre de 2024 bajo la dirección de Ignacio Hernández y transmitida por el canal Cubavisión.
La serie se centra en la vida de Pánfilo, un jubilado que vive en un barrio de La Habana y que se enfrenta a diversas situaciones cómicas junto a sus amigos.
Está protagonizada por los actores Luis Daniel Silva, Mario Sardiñas, Wilber Gutiérrez y Marlon Pijuán, anteriormente está protagonizada durante años anteriores con los protagonistas principales de Luis Silva y Mario Sardiñas, junto a Irela Bravo, Omar Franco, Andy Vázquez, Olivia Manrufo y Aleanys Jauregui que actualmente se radicaron por algunos países.
El éxito del programa se debe en gran medida al carisma y talento de Luis Daniel Silva, así como al humor inteligente y a la capacidad del programa para reflejar la realidad cubana de una manera divertida y crítica. A lo largo de los años, la serie ha ganado numerosos premios y se ha convertido en uno de los programas más populares de la televisión cubana.
La serie tiene 19 temporadas con 517 episodios y con 2 especiales de fin de año. En la actualidad ocupa el 1er lugar en la aceptación del público.

## Sipnosis
Pánfilo es un jubilado bonachón y algo ingenuo que, junto a sus amigos, se ve envuelto en situaciones cómicas y disparatadas mientras trata de resolver sus problemas diarios. A lo largo de la serie, los personajes enfrentan desafíos como la escasez de alimentos, la burocracia, los apagones eléctricos y otras dificultades propias de la vida en la isla caribeña. A pesar de todo, los protagonistas mantienen un espíritu optimista y un sentido del humor que les permite enfrentar las adversidades con ingenio y solidaridad. La mayoría de sus episodios son lost media, quedando actualmente menos de 100 capítulos disponibles en Internet. 

## Reparto y personajes

### Principales
- Luis Daniel Silva como Pánfilo Epifanio. Es el personaje principal del programa.

- Mario Sardiñas como Juan José de la Caridad (Chequera).

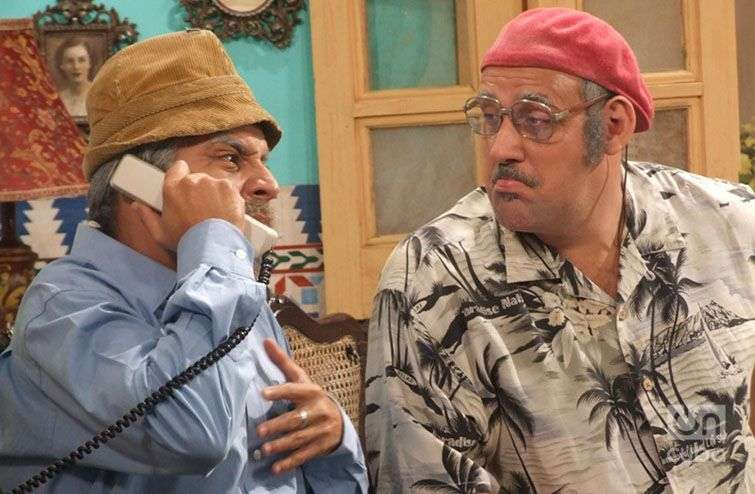
Los actores Luis Daniel Silva interpretando a Pánfilo y Mario Sardiñas interpretando a Chequera en 2013

- Wilber Gutiérrez como Heriberto Chacón.

- Marlon Pijuán como Isidoro.

### Secundarios
- Luis Manuel Iglesias como Leopoldino.

- Luis Enrique Carreres como Voltímetro.

- Osvaldo Doimeadios como Meriño.

- Aris Teresa Bruzos como Evarista.

- Milena Savigne como Milenita.

### Recurrentes
- Irela Bravo como Cachita Caché (2013-2023).

- Omar Franco como Ruperto Isidoro Lamorú y de Valdivia (2014-2021).

- Andy Vázquez como Facundo Correcto (2012-2019).

- Olivia Manrufo como Indira (2009-2012 y 2015).

- Aleanys Jauregui como Cary (2008-2009 y 2010).

## Temporadas
A lo largo de la serie, Vivir del cuento ha tenido 18 temporadas.
| Temporadas | Temporadas | Episodios | Emisión original         | Emisión original         |
| Temporadas | Temporadas | Episodios | Primera emisión          | Última emisión           |
| ---------- | ---------- | --------- | ------------------------ | ------------------------ |
|            | 1          | 16        | 14 de septiembre de 2008 | 4 de enero de 2009       |
|            | 2          | 41        | 1 de febrero de 2009     | 27 de diciembre de 2009  |
|            | 3          | 40        | 3 de enero de 2010       | 26 de diciembre de 2010  |
|            | 4          | 35        | 2 de enero de 2011       | 26 de diciembre de 2011  |
|            | 5          | 42        | 2 de enero de 2012       | 31 de diciembre de 2012  |
|            | 6          | 50        | 7 de enero de 2013       | 30 de diciembre de 2013  |
|            | 7          | 42        | 10 de marzo de 2014      | 29 de diciembre de 2014  |
|            | 8          | 37        | 23 de febrero de 2015    | 28 de diciembre de 2015  |
|            | 9          | 34        | 1 de febrero de 2016     | 26 de diciembre de 2016  |
|            | 10         | 34        | 2 de enero de 2017       | 25 de diciembre de 2017  |
|            | 11         | 35        | 1 de enero de 2018       | 7 de enero de 2019       |
|            | 12         | 16        | 22 de abril de 2019      | 26 de agosto de 2019     |
|            | 13         | 16        | 30 de diciembre de 2019  | 20 de abril de 2020      |
|            | 14         | 17        | 11 de mayo de 2020       | 12 de octubre de 2020    |
|            | 15         | 9         | 23 de noviembre de 2020  | 8 de febrero de 2021     |
|            | 16         | 21        | 3 de mayo de 2021        | 3 de enero de 2022       |
|            | 17         | 16        | 4 de julio de 2022       | 23 de enero de 2023      |
|            | 18         | 10        | 3 de julio de 2023       | 4 de septiembre de 2023  |
|            | 19         | 6         | 5 de agosto de 2024      | 16 de septiembre de 2024 |

## Producción

### Concepción
La concepción del programa surgió a partir del personaje de Pánfilo, quien ya era muy conocido por el público debido a sus apariciones en otros programas de televisión y en presentaciones en vivo. Luis Daniel Silva decidió darle vida a un programa propio en el que Pánfilo sería el protagonista, acompañado por otros personajes entrañables como Chequera, interpretado por Mario Sardiñas.

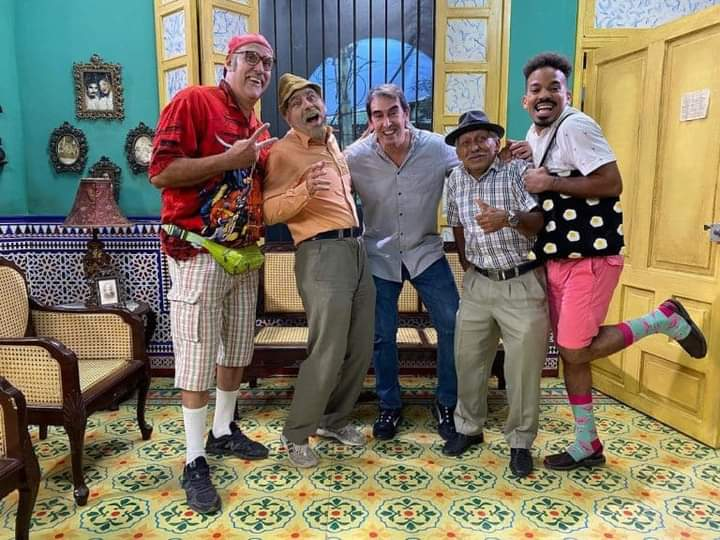
Los actores junto al director del programa Ignacio Hernández en 2021

### Rodaje
El rodaje de la serie Vivir del cuento involucra un proceso complejo que implica la coordinación de diversos elementos y equipos de producción.

Antes de comenzar a grabar un episodio, se realiza una fase de preproducción en la que se elabora el guion, se planifican las escenas, se seleccionan los lugares de rodaje y se definen los requerimientos técnicos y artísticos.
Y es el deseo de mucha gente. Pero..., ojo, siempre hay un pero, o varios peros, el sistema de producción del programa y la manera en que grabamos, no nos permite tener público. No por nosotros, sino por el bien del propio público. Porque no se van a divertir mucho. Date cuenta que en un día entero de 10 a.m. hasta las 6 p.m. se graba un capítulo, que cuando lo ves en tu casa dura 27 minutos. Y hay escenas en la calle, que se graban otro día. Además el capítulo no se graba de principio a fin. Empezamos a grabar las escenas que más nos convengan tener adelantadas, por su grado de dificultad, o porque el invitado no puede en otro momento. A veces decimos, vamos a hacer todas las escenas que son en la sala de Pánfilo. Y después vamos a hacer todas las que son en el comedor. Pero ya ahí rompiste el orden lógico de la historia. Es como ir a ver una obra de teatro y que empiecen por el medio.

Luis Daniel Silva. Entrevista a los lectores de Juventud Rebelde
La serie se graba en locaciones reales, principalmente en el barrio habanero de El Cerro, donde se recrea el hogar de los personajes principales. También se utilizan otros lugares de La Habana para filmar escenas en exteriores.
Antes de grabar, los actores realizan ensayos para familiarizarse con las escenas, los diálogos y las acciones que deben llevar a cabo. Esto ayuda a asegurar que la actuación sea natural y fluida durante la filmación.
Una vez que todo está listo, se inicia el rodaje del episodio. Se utilizan cámaras de alta definición y equipos de iluminación para capturar las escenas de manera óptima. El director guía a los actores y al equipo técnico para lograr la mejor interpretación y calidad visual.
Después de grabar las escenas, se realiza la edición y montaje del episodio. Se añaden efectos especiales, música, sonido y otros elementos para darle el toque final a la producción.
La serie fue filmada en los Estudios ASTOC de la Televisión Cubana y anteriormente en el Estudio 10 y Estudio 15

## Aceptación del público
Resultados del Centro de Investigaciones del ICRT en tres momentos del 2013:
Marzo 25
- Índice de teleaudiencia: 66,2 %
- Índice de gusto: 93,0

Abril 1º
- Índice de teleaudiencia: 66,3 %
- Índice de gusto: 93,9

Abril 15
- Índice de teleaudiencia: 67,4 %
- Índice de gusto: 94,5

## Visita de Obama
En el año 2016, el ex presidente Barack Obama fue invitado al programa, para presentar al mandatario estadounidense a las audiencias cubanas, como parte de la estrategia de deshielo de las relaciones entre los dos países que ocurrió al final del mandato del presidente estadounidense.
Para grabar la visita de Obama, se utilizaron técnicas de edición y efectos especiales para insertar la imagen del expresidente en las escenas junto a los personajes principales de la serie. También se contó con la participación de un actor que interpretó a Obama en algunas tomas, para lograr una interacción más realista con los demás personajes.
Además, se cuidaron todos los detalles para recrear el ambiente y la ambientación adecuada para la visita de Obama, incluyendo la vestimenta de los personajes, el escenario y la iluminación. Se trabajó en estrecha colaboración con el equipo de producción y los guionistas para asegurarse de que la escena fuera coherente con la trama de la serie y mantuviera el tono cómico y satírico característico de "Vivir del Cuento".
El rodaje de la visita fue filmado el 21 de marzo de 2016 y se utilizó como escenografía la Cervecería de Alameda de Paula en Habana Vieja.

## Pandemia de la COVID-19
Durante la pandemia de la COVID-19, el equipo de producción de "Vivir del Cuento" implementó diversas medidas para poder continuar grabando el programa de forma segura.
Se limitó la cantidad de personal presente durante las grabaciones para garantizar el distanciamiento social y reducir el riesgo de contagio.
Todos los miembros del elenco y equipo de producción utilizaron mascarillas y se implementaron protocolos estrictos de higiene, como lavado frecuente de manos y desinfección de espacios.
Se realizaron pruebas regulares de detección de COVID-19 al elenco y al equipo de producción para identificar posibles casos positivos y prevenir la propagación del virus.
Se adaptaron las escenografías y los guiones para minimizar el contacto físico entre los actores y respetar las medidas de distanciamiento social.

## Censura
Algunos episodios fueron censurados debidos a los fuertes mensajes que se transmitían de la realidad cubana por medio del humor. En el 2020, Facundo (Andy Vázquez) hizo un video para sus redes sociales sobre un suceso ocurrido en el mercado de ''Cuatro Caminos´´ que le costó su expulsión del programa, luego de lo cual emigra a los EE.UU. A la lista de los que emigrarían luego se sumarían Omar Franco (Ruperto), Irela Bravo (Cachita) y Wilber Gutiérrez (Chacón).
Después de la censura a Pánfilo (Luis Silva) por un video de Tiktok sobre la situación eletroenergética corrían rumores de que fue arrestado, lo cual fue falso. Hasta el momento no se sabe que pasará con el programa ya que su futuro es incierto.

En una entrevista realizada por la periodista Paquita Armas Fonseca a Luis Silva ante la pregunta: ¿Es Pánfilo totalmente libre al decir sus opiniones? ¿Cómo lo logras? El mismo responde:
´´Totalmente libre. Pánfilo ha dado su opinión sobre temas tan sencillos como de otros tan cadentes. No hay tema duro o difícil que se le resista a Pánfilo. Y esto no solo un logro mío sino de todo el colectivo del programa. Cada mensaje que va a transmitir, Pánfilo se estudia mucho, se analiza y se divide en sílabas si hace falta las posibles interpretaciones que pueda tener. Si puede provocar o no algún malentendido.
Sin embargo, dichos mensajes se convirtieron en caldo de cultivo para poner el ojo del huracán al programa humorístico que más ha calado con el corazón del pueblo cubano, el cual a pesar en las diferentes etapas a la censura y a rumores de desaparecer, se le dio fin al mismo en 2024 con el capítulo llamado: ´´Lo que el agua nos dejó''.
Luego del último capítulo del programa de ''Vivir del Cuento´´, el programa fue cancelado tras 16 años al aire, debido a la falta de presupuesto y a que casi todo el elenco del programa emigró a EE.UU, solo quedando en Cuba, Mario Sardiñas (Chequera), Luis M. Iglesias (Leopoldino) y Aris Teresa (Evarista). Destacar además el fallecimiento en 2017 de Lázaro Ramírez (Proscopio).

## Premios y nominaciones
El programa ha recibido numerosos premios y nominaciones. Algunos de los premios más destacados son:
- Premio Caracol de la Popularidad en la categoría de Mejor Serie de Comedia (2014)
- Premio Lucas en la categoría de Mejor Programa de Televisión (2014)
- Premio Nacional de Televisión en la categoría de Programa Humorístico (2016)